# Mariahoeve (Eemnes)
De Mariahoeve is een rijksmonument aan de Meentweg 43 in Eemnes in de provincie Utrecht.
De boerderij is van het langgeveltype met een door verhouding ontstane onregelmatige kopgevel, met vlechtingen gemetseld. De voorgevel is voorzien van een plint. De asymmetrische tuitgevel heeft naast de voordeur aan beide zijden schuifvensters. Het  hoger geplaatste venster is van de opkamer die boven de kelder is gebouwd. In het bovenlicht is een levensboom aangebracht. 